# ロータ・グレーカ
ロータ・グレーカ（イタリア語: Rota Greca）は、イタリア共和国カラブリア州コゼンツァ県にある、人口約1,100人の基礎自治体（コムーネ）。

## 地理

### 位置・広がり

#### 隣接コムーネ
隣接するコムーネは以下の通り。
- チェルツェート
- フスカルド
- ラッターリコ
- サン・マルティーノ・ディ・フィニータ